# Nonea obtusifolia
Nonea obtusifolia är en strävbladig växtart som först beskrevs av Carl Ludwig von Willdenow, och fick sitt nu gällande namn av Dc. Nonea obtusifolia ingår i släktet nonneor, och familjen strävbladiga växter. Inga underarter finns listade i Catalogue of Life.